# Адреса-календар
Адре́са-календа́р — офіційний довідник, що видавався як централізовано, так і в губерніях та областях Російської імперії.
Адреса-календар є окремою частиною пам'ятної книжки, що включає список всіх губернських і повітових урядових і громадських установ зі своїм особовим складом. Часто адреса-календар видавався окремим томом. У деяких областях і губерніях пам'ятна книжка у повному складі не виходила і видавався лише адреса-календар. Найчастіше гроші, отримані від продажу адреса-календарів, спрямовувалися на благодійні цілі.

## Зміст
Наприкінці XIX — на початку XX століття адреса-календарі стали вельми об'ємними довідниками. Зазвичай наприкінці ХІХ століття адреса-календар включав перелік службовців чинів всіх відомств як губернських, так і повітових:
- Цивільні відомства:
  - Міністерство внутрішніх справ Російської імперії ( генерал-губернатор, губернатор, канцелярія губернатора, губернське правління, комісія народного продовольства, губернське у селянських справах присутствіє, губернський статистичний комітет, дворянські депутатські збори тощо);
  - Міністерство фінансів Російської імперії (казенна палата, губернське казначейство тощо);
  - Міністерство державного майна Російської імперії (управління державними майнами, губернський лісоохоронний комітет тощо);
  - Міністерство юстиції Російської імперії (окружний суд, судові пристави, нотаріуси, судові слідчі, присяжні повірені тощо);
  - Міністерство шляхів сполучення Російської імперії (начальник округу, начальники станцій тощо);
  - Міністерство народної освіти Російської імперії (чоловіча класична гімназія, прогімназія, реальне училище, вчительська семінарія, шестикласна прогімназія, інспектори народних училищ, двокласні міські училища тощо);
  - Благодійні установи та різні товариства;
  - Кредитні установи;
  - Страхові товариства;
- Військове міністерство Російської імперії (командувач військ округу, штаб округу, перелік полків та інших військових підрозділів, що дислокувалися в році видання адреси-календаря в цій губернії, а також інтендантське управління, лазарети, інженерне управління, наглядачі продовольчих магазинів тощо);
- Духовне відомство (єпископ, духовна консисторія, настоятелі та настоятельки монастирів, духовні училища, а також римо-католицький єпископ, євангелічно-лютеранське духовенство тощо).

До адреса-календаря могла включатися довідкова інформація — присутні дні, церковний календар, відомості про Російський Імператорський будинок тощо.
Наприкінці XIX — початку XX століття до адреса-календаря включали алфавітний список осіб, прізвища яких були вказані в адреса-календарі.

## Загальноросійські довідники

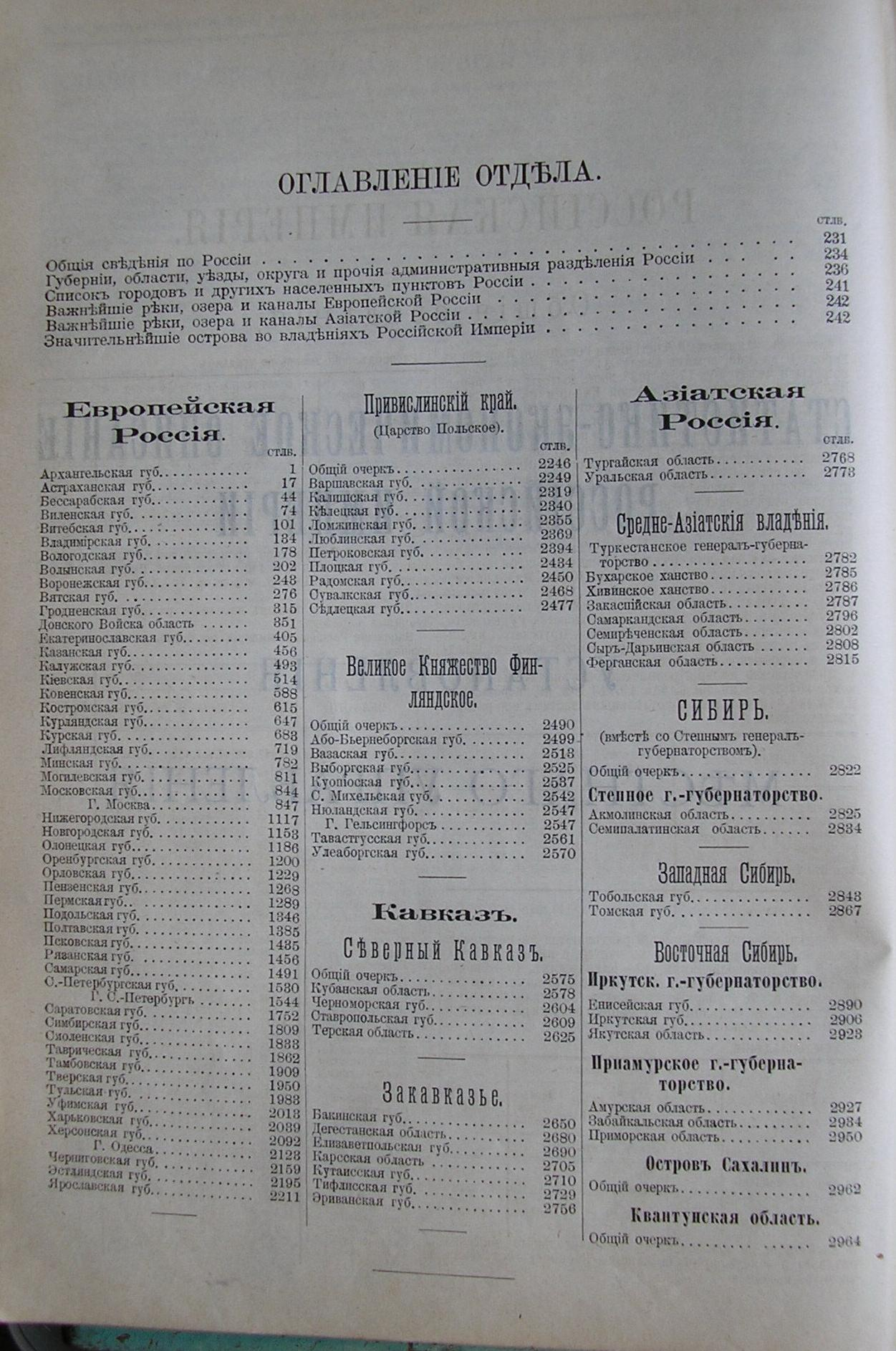
Зміст адреса-календаря Російської імперії «Вся Росія», 1902 рік.

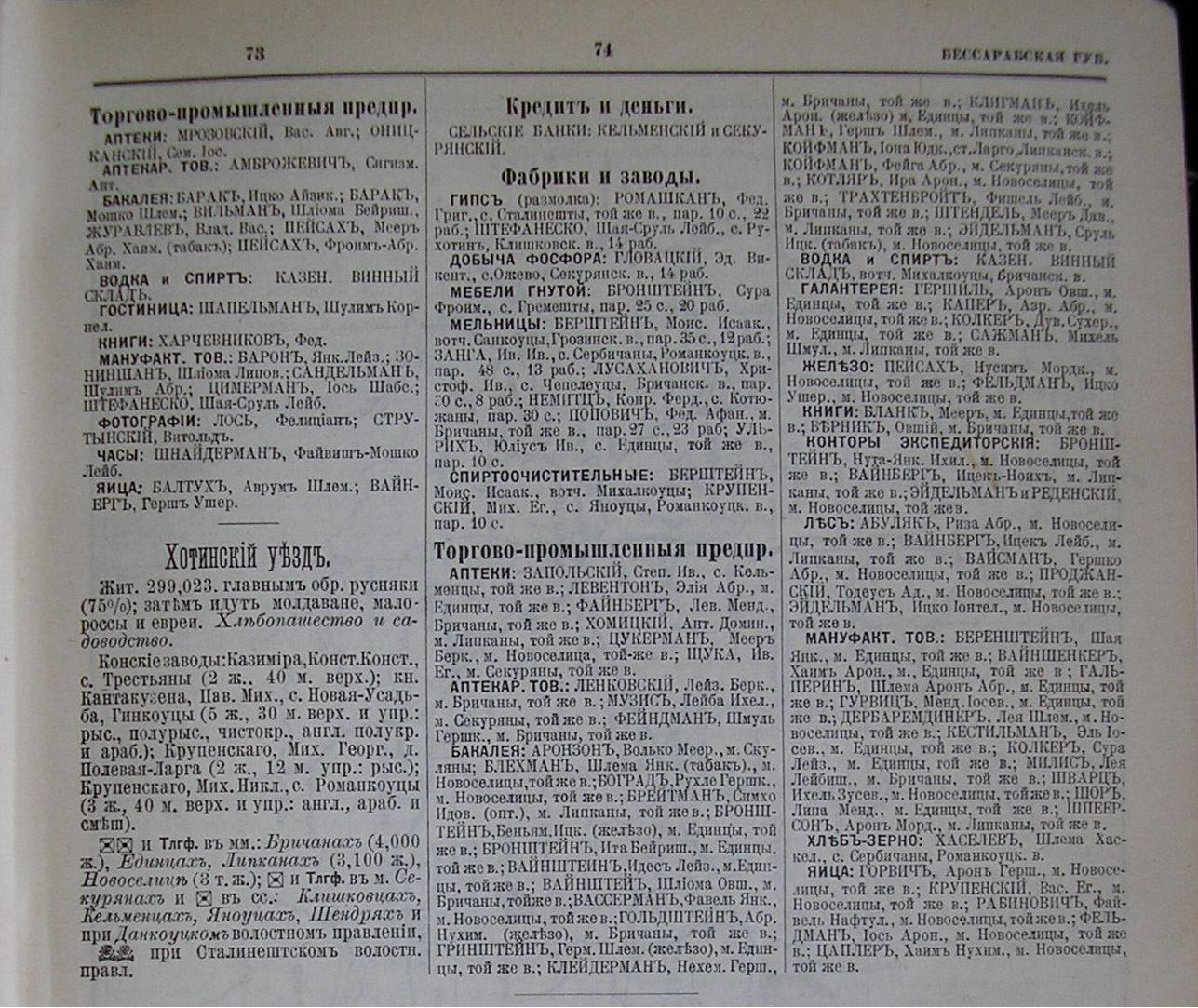
Інформація про Хотинський повіт із загальноросійського адреса-календаря, 1902 рік.

У загальноросійському адреса-календарі наводилися списки чинів придворного штату, державних установ цивільного, військового та духовного відомств, як столичних, так і по всіх губерніях та областях. Також зазначалися відомості про посадових осіб інших великих установ — ім'я, по батькові, прізвище, звання, чин, посада.
Загальноросійський адреса-календар містив два розділи — у першій частині наводилися відомості в розрізі установ та відомств; у другій частині по губерніях, містах, місцевих установ. Адреса-календар містив докладні зміст і покажчики імен.

## Історія

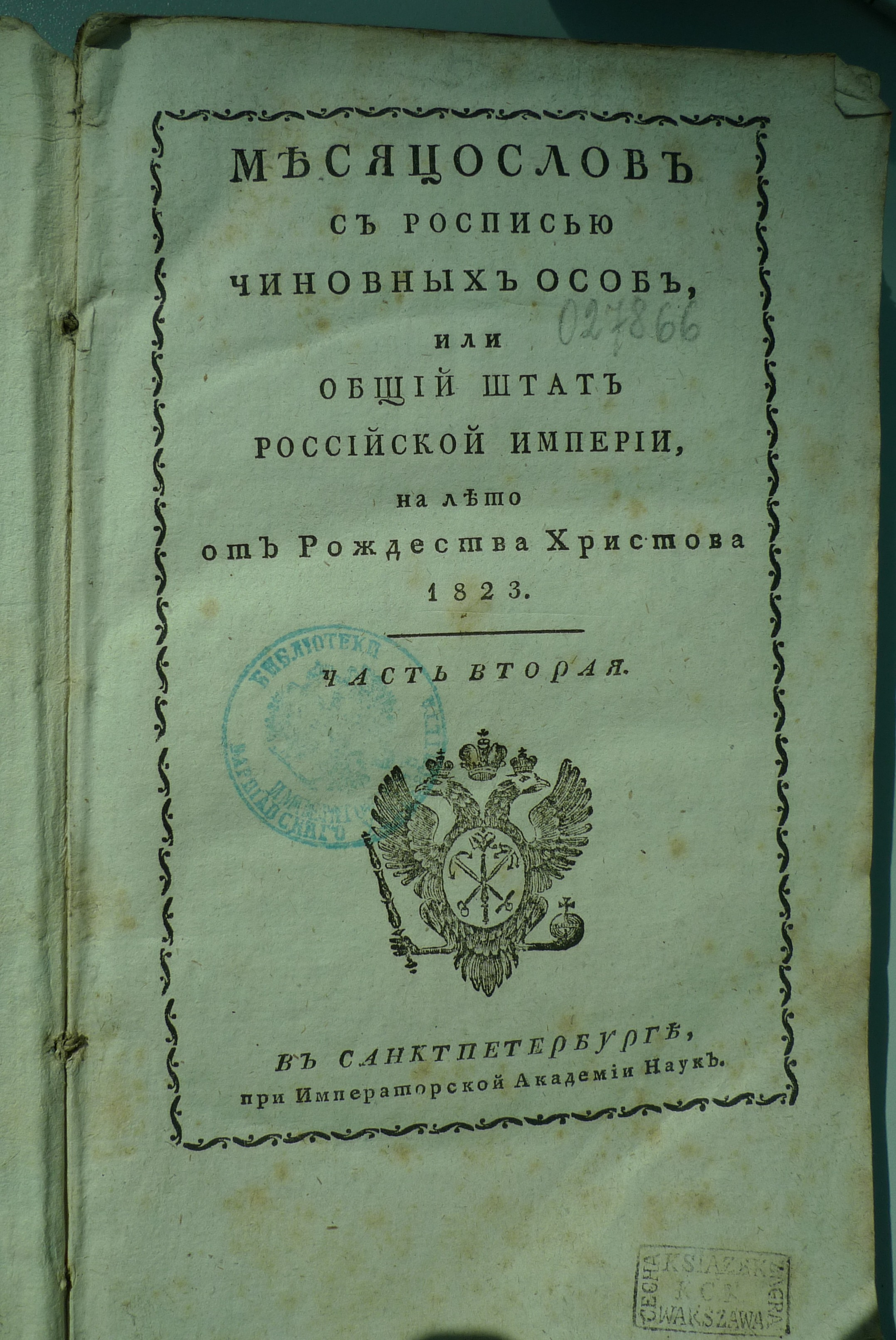
Титульна сторінка «Місяцеслову з розписом чиновних осіб, або загальний штат Російської імперії…», 1823 рік.

Адреса-календарі видавалися у період із 1765 по 1917 рік. До 1843 року мав назву «Місяцеслов і загальний штат Російської імперії» і, крім списку чиновників, містив власне «Місяцеслов». Пізніше «Адреса-календар або загальний штат Російської імперії» видавався окремою книгою без «Місяцеслова».
За даними енциклопедичного словника Брокгауза і Єфрона так називався список начальницьких та посадових осіб усієї Росії, що видавався інспекторським відділом імператорської канцелярії, та списки мешканців міста — домовласників, осіб торгових станів та різних професій, званий також адресною книгою.
З 1892 року видавалися адресні та довідкові книги окремих міст — «Весь Киев», «Весь Петербург» тощо.

## Наукове значення
Адреса-календарі є цінним джерелом наукової інформації (зокрема, історичної, генеалогічної, статистичної). У рамках проекту Російської Національної Бібліотеки з пошуку пам'ятних книг складено список відомих та втрачених адрес-календарів, що видавалися в областях та губерніях Російської імперії.